# George Friend
George Andrew Jordan Friend (Barnstaple, 19 oktober 1987) is een Engels voetballer die bij voorkeur als linksback speelt. Hij tekende in 2012 bij Middlesbrough.

## Clubcarrière
Friend is afkomstig uit de jeugdopleiding van Exeter City FC. Die club leende hem om wedstrijdervaring op te doen uit aan Tiverton Town, Team Bath en Folkestone Invicta. In 2008 verhuisde de linksachter naar Wolverhampton Wanderers. Daar kende hij geen succes en werd hij uitgeleend aan Millwall, Southend United, Scunthorpe United en zijn ex-club Exeter City FC. In 2010 tekende hij bij Doncaster Rovers. Twee jaar later werd Friend verkocht aan Middlesbrough. In zijn eerste seizoen werd hij uitgeroepen tot Community Player of the Year en verkoos de spelersgroep hem tot speler van het jaar. Op 25 augustus 2013 maakte de Engelsman zijn eerste treffer voor Boro in de competitiewedstrijd tegen Wigan Athletic. Inmiddels speelde hij meer dan 100 competitiewedstrijden voor Middlesbrough.

## Erelijst
Wolverhampton Wanderers
- Football League Championship

2009